# Fuera del cuerpo
Fuera del cuerpo es una película española dirigida por Vicente Peñarrocha.

## Argumento
Bruno (Gustavo Salmerón) es un guardia civil cocainómano que pasa por una crisis amorosa. 
A través de un cupón de la ONCE descubre que hay varios niveles de realidad. En él, su vida es de película y él simplemente es un personaje dentro de la misma...
- Datos: Q5870443